# Caulotops barberi
Caulotops barberi är en insektsart som beskrevs av Knight 1926. Caulotops barberi ingår i släktet Caulotops och familjen ängsskinnbaggar. Inga underarter finns listade i Catalogue of Life.